# Jan Łukasiewicz (pilot)

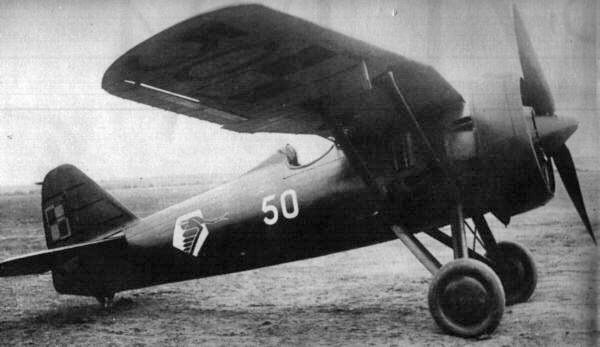
Samolot PZL P.7, taki, na jakim zginął Jan Łukasiewicz

Jan Łukasiewicz (ur. 22 grudnia 1900 w Czerniowcach na Bukowinie, zm. 3 stycznia 1934 w Edwinowie) – kapitan pilot Wojska Polskiego.

## Życiorys
Jan Łukasiewicz pochodził z rodziny ormiańskiej. Był synem Ludwika i Wilhelminy z Kierekjartów. Zdał maturę 2 marca 1918 roku w Wiedniu. W kwietniu 1919 roku wstąpił jako ochotnik do 4 Dywizji gen. Żeligowskiego. Od 5 kwietnia do 7 listopada 1921 roku był uczniem XIII klasy Wielkopolskiej Szkoły Podchorążych Piechoty w Bydgoszczy. W 1922 roku został mianowany na stopień podporucznika i wcielony do 6 pułku strzelców podhalańskich.
Wystąpił o odkomenderowanie do Szkoły Pilotów w Bydgoszczy, skąd, po ukończonym kursie pilotażu, w 1924 roku został skierowany na praktykę do 2 pułku lotniczego w Krakowie, po odbyciu której przeniesiono go do 6 pułku lotniczego we Lwowie, w którym służył do 17 maja 1928 roku, na stanowiskach młodszego oficera, instruktora, oblatywacza, oficera taktycznego eskadry i dowódcy plutonu treningowego.
W 1928 roku został odkomenderowany na kurs pilotażu myśliwskiego w 3 pułku lotniczym, po którego ukończeniu przeszedł do służby w Lotniczej Szkoły Strzelania i Bombardowania w Grudziądzu, gdzie pełnił funkcje dowódcy plutonu, a następnie eskadry szkolnej i instruktora pilotażu. 20 marca 1933 roku został mianowany dowódcą 141 eskadry myśliwskiej w 4 pułku lotniczym w Toruniu.
Zginął śmiercią lotnika 3 stycznia 1934 roku w czasie lotu na samolocie PZL P.7 nr 6-83, w wypadku w majątku Edwinowo. Szczegóły wypadku opisywała prasa.
Został pochowany na Cmentarzu Łyczakowskim we Lwowie (kwatera 46, grób 139).

## Awanse
- plutonowy – 1918
- podporucznik – 1922
- porucznik – 15 maja 1924
- kapitan – 12 marca 1933 ze starszeństwem z 1 stycznia 1933 i 35. lokatą w korpusie oficerów aeronautycznych[3]

## Ordery i odznaczenia
- Krzyż Walecznych[4]
- Srebrny Krzyż Zasługi (10 listopada 1928)[5][4]
- Medal Pamiątkowy za Wojnę 1918–1921[6]
- Medal Dziesięciolecia Odzyskanej Niepodległości[6]
- Odznaka Pilota[6]
- Państwowa Odznaka Sportowa[6]
- Krzyż Oficerski Orderu Korony Rumunii (Rumunia)[6]

## Upamiętnienie
W Czerniowcach, miejscu urodzenia Łukasiewicza, na miejscowym cmentarzu znajduje się jego symboliczny grób.